# Tynktura (alchemia)
Tynktura (łac. tinctura – 'nalewka lecznicza, roztwór alkoholowy' od tingere – 'zwilżać, zanurzać, farbować') – „działająca esencja”, czyli kamień filozoficzny, jakoby nadająca każdemu metalowi nieszlachetnemu właściwości złota lub srebra, przemieniająca go w złoto lub srebro. 
Wyróżniano tynkturę czerwoną stosowaną do przemiany (transmutacji) metali w złoto oraz białą, służącą do przemiany w srebro. Wrzucenie kamienia filozoficznego do roztopionego metalu celem dokonania jego transmutacji nazywano projekcją (łac. proiectio – wyrzucanie). Naczynie służące do przemiany to jajo filozoficzne.